# Fastiv
Fastiv (en ukrainien : Фастів) est une ville de l'oblast de Kiev, en Ukraine, et le centre administratif du raïon de Fastiv. Sa population s'élevait à 44 000 habitants en 2024.

## Géographie
Fastiv est située sur la rivière Ounava (Унава), un affluent de l'Irpine, à 58 km au sud-ouest de Kiev.

## Histoire
La première mention de Fastiv dans les annales remonte à l'année 1390. En 1601, Fastiv reçut le droit de Magdebourg. En 1793, la ville fut incorporée à l'Empire russe. Grâce à la construction d'une voie ferrée en 1870, Fastiv devint un important centre de transport à l'ouest de Kiev. Depuis 1938, Fastiv a le statut de ville. Fastiv avait une importante communauté juive, attestée depuis 1750. Pendant la guerre civile, en 1919, la marche de l'Armée blanche de Dénikine de la région du Don vers Moscou fut une suite ininterrompue de pillages, viols, brutalités, massacres, qui atteignit son point culminant dans le (en) pogrom de Fastiv qui fit entre 1 000 à 1 500 victimes parmi les Juifs de la ville (du 2 au 8 septembre 1919). 

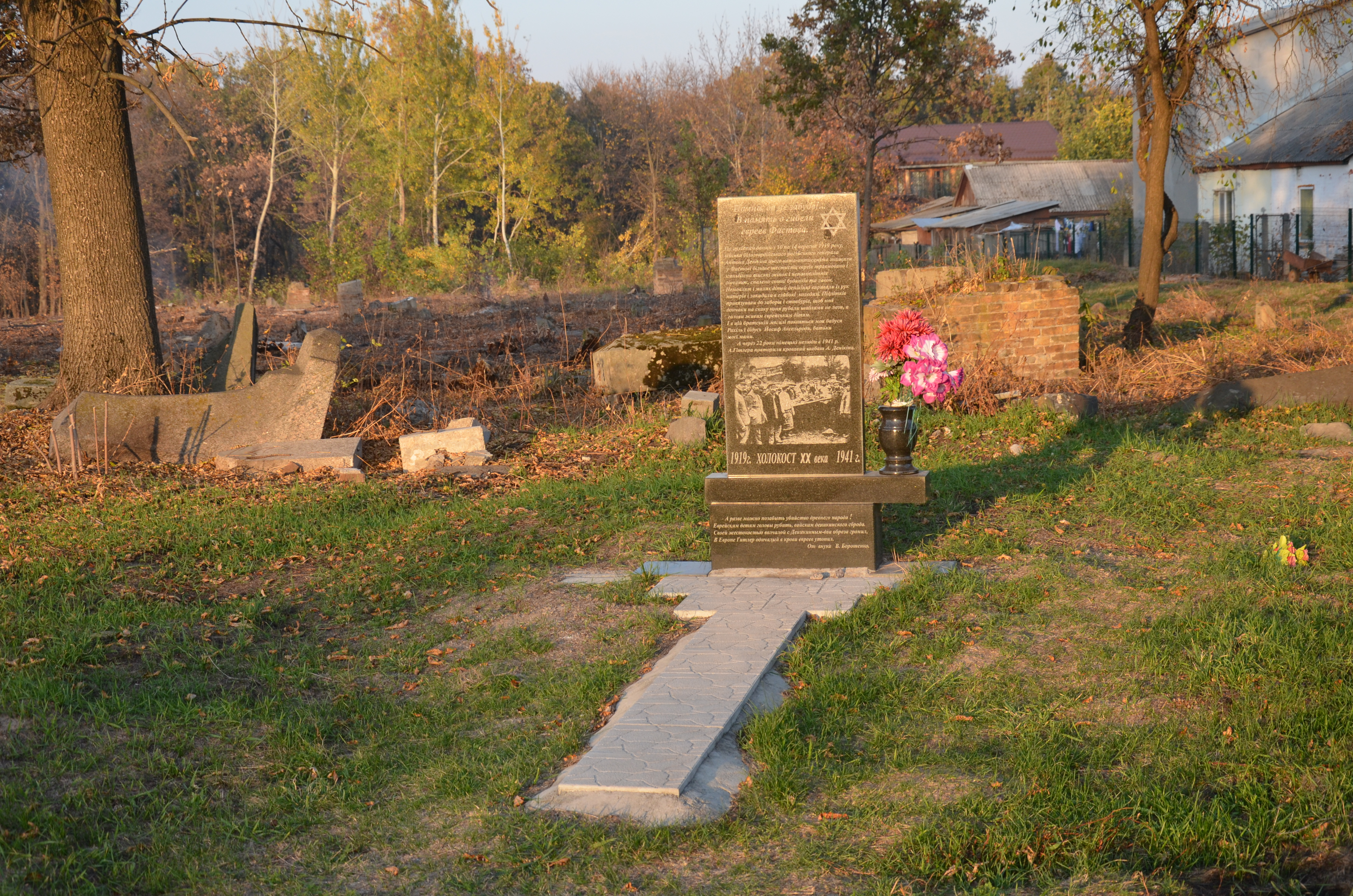
Cimetière et mémorial juif classé.

La population juive de Fastiv s'élevait à 3 445 personnes au recensement de 1939. En août 1941, pendant l'occupation de la région par l'Allemagne nazie, 252 Juifs de 12 à 60 ans furent assassinés par une unité de l'Einsatzgruppe C.

## Population
Recensements (*) ou estimations de la population :
| 1897* | 1923*  | 1926*  | 1939*  | 1959*  | 1970*  |
| ----- | ------ | ------ | ------ | ------ | ------ |
| 7 500 | 12 714 | 13 876 | 20 732 | 30 240 | 42 328 |

| 1979*  | 1989*  | 2001*  | 2011   | 2012   | 2013   |
| ------ | ------ | ------ | ------ | ------ | ------ |
| 51 179 | 53 861 | 51 976 | 48 517 | 48 370 | 48 237 |

## Économie
Les principales entreprises de la ville sont les imprimeries, une boulangerie, DP brasserie  Obolon (« Siebert Brewery ») ; l'une des plus grandes usines de fabrication et d'impression d'emballages en carton pour l'embouteillage des produits laitiers et du vin - Elopak, recyclage des ressources secondaires.
Entreprises :

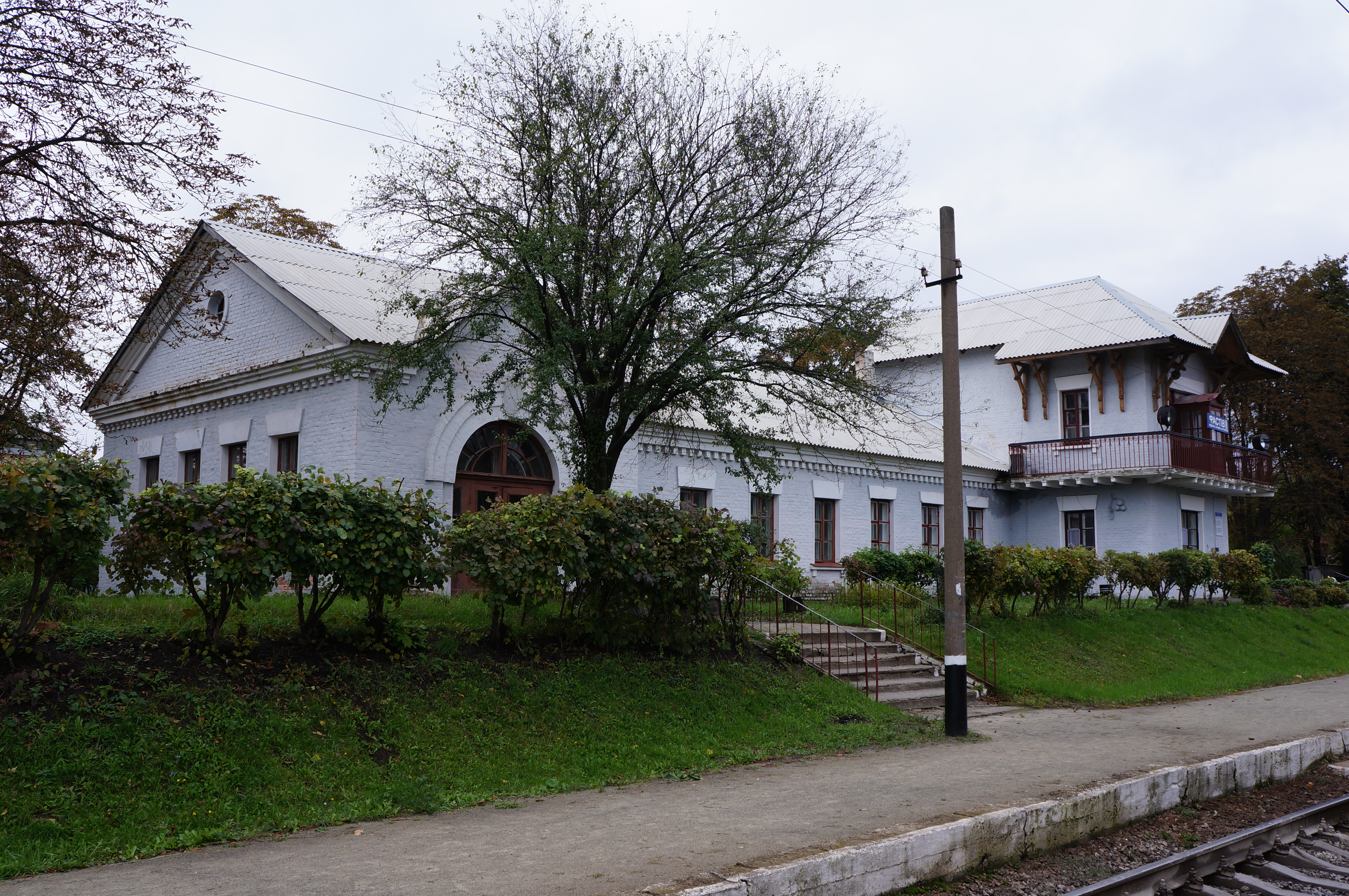
Fastiv II.

- usine d'équipement de brûleur à gaz Fakel ;
- usine d'équipement électrothermique (ZETO) « Elektronagrivach » ;
- usine de génie chimique « Octobre rouge » ;
- entreprise publique de transport frigorifique et de réparation de matériel roulant « Ukrreftrans » ;
- usine « Elopak-Fastiv » ;
- imprimerie « Univest-Print » ;
- etc.

Transport : la ville est desservie par le chemin de fer et comprend deux gares Fastiv I et Fastiv II.

## Éléments culturels

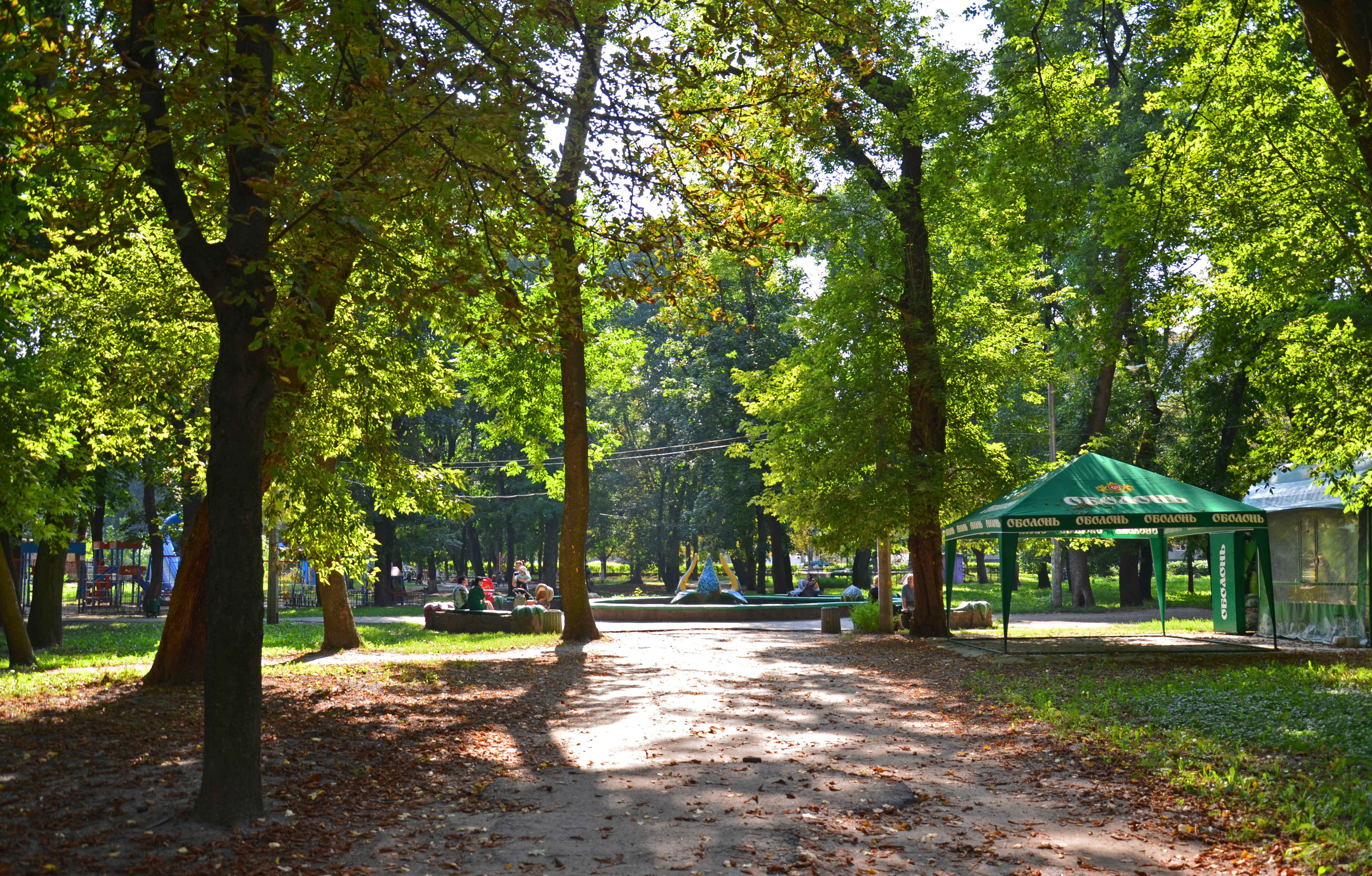
Le parc Gagarine classé
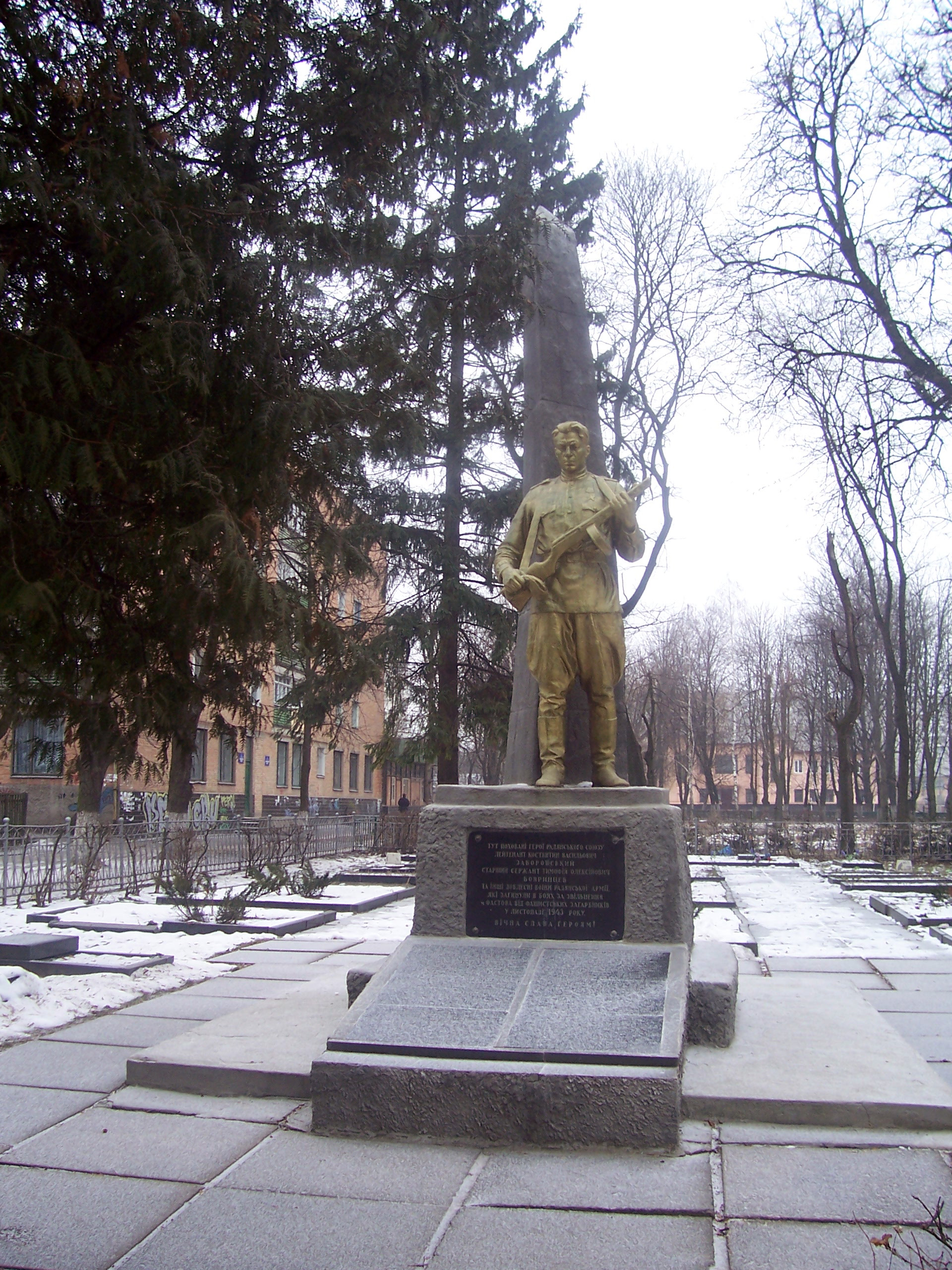
et son mémorial à la Seconde guerre mondiale classé[6].
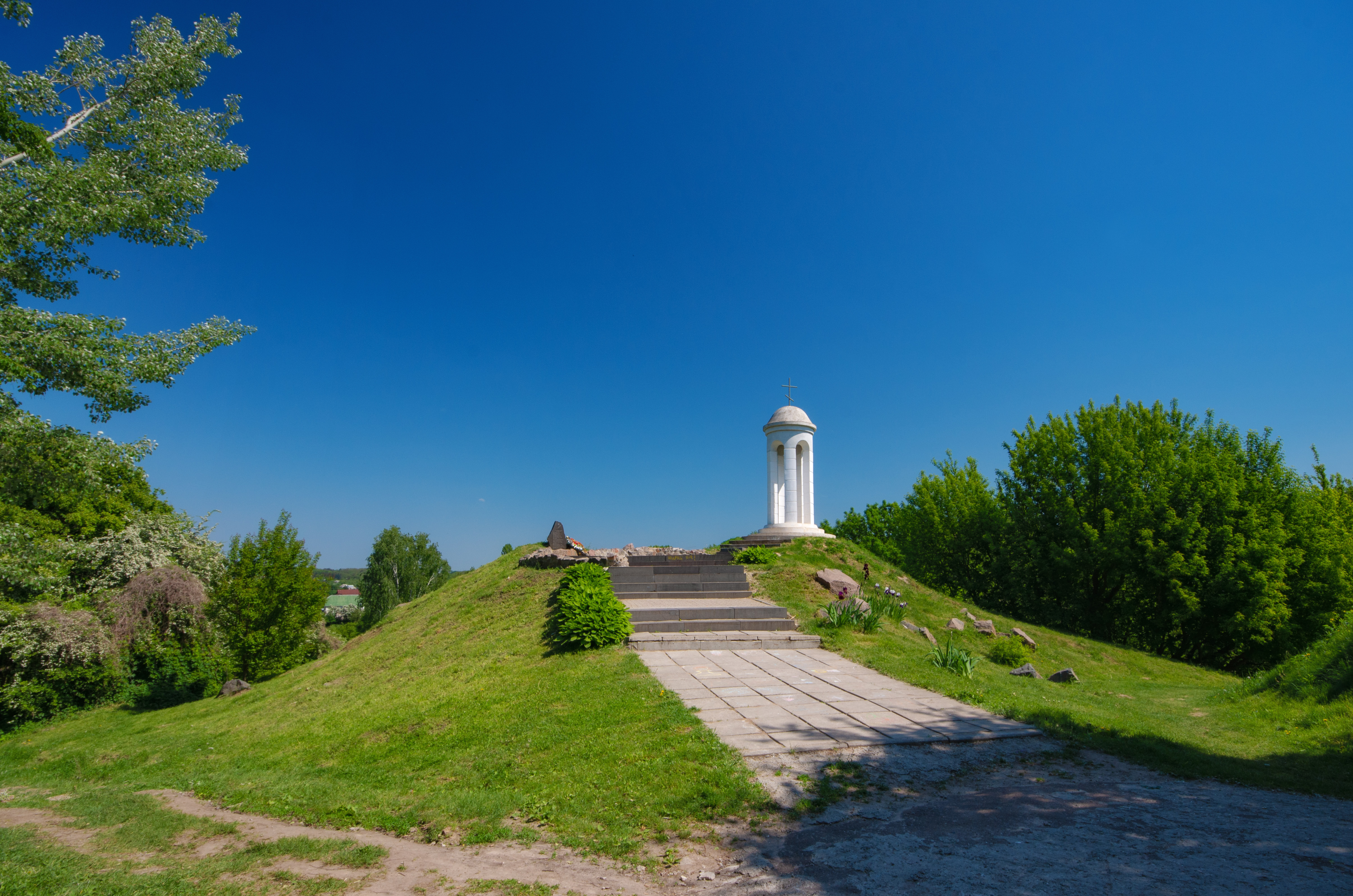
Le parc Molodijny classé[7],[8].
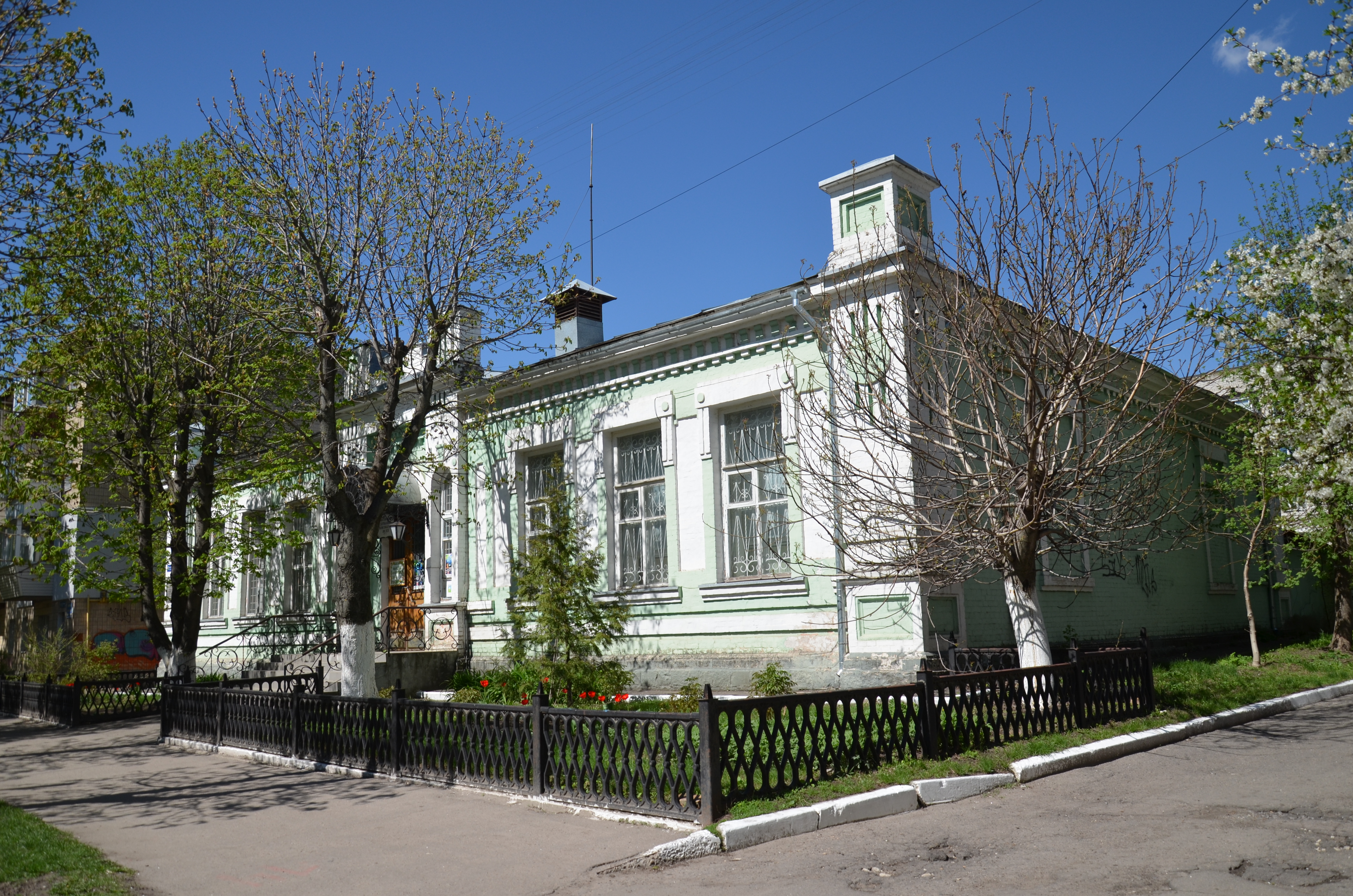
Musée local d'histoire classé[9].
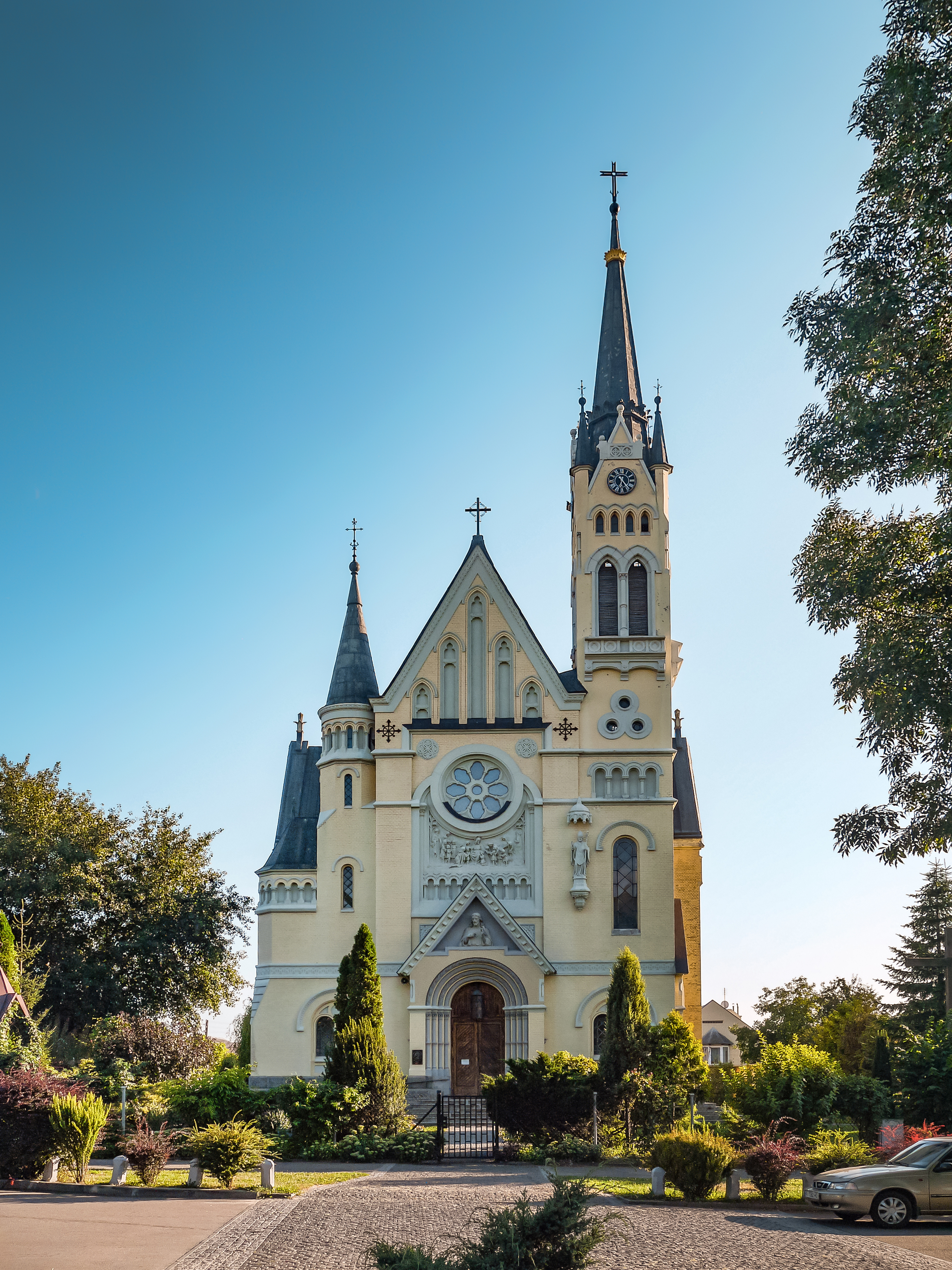
Cathédrale de la Sainte-Croix classée[10].
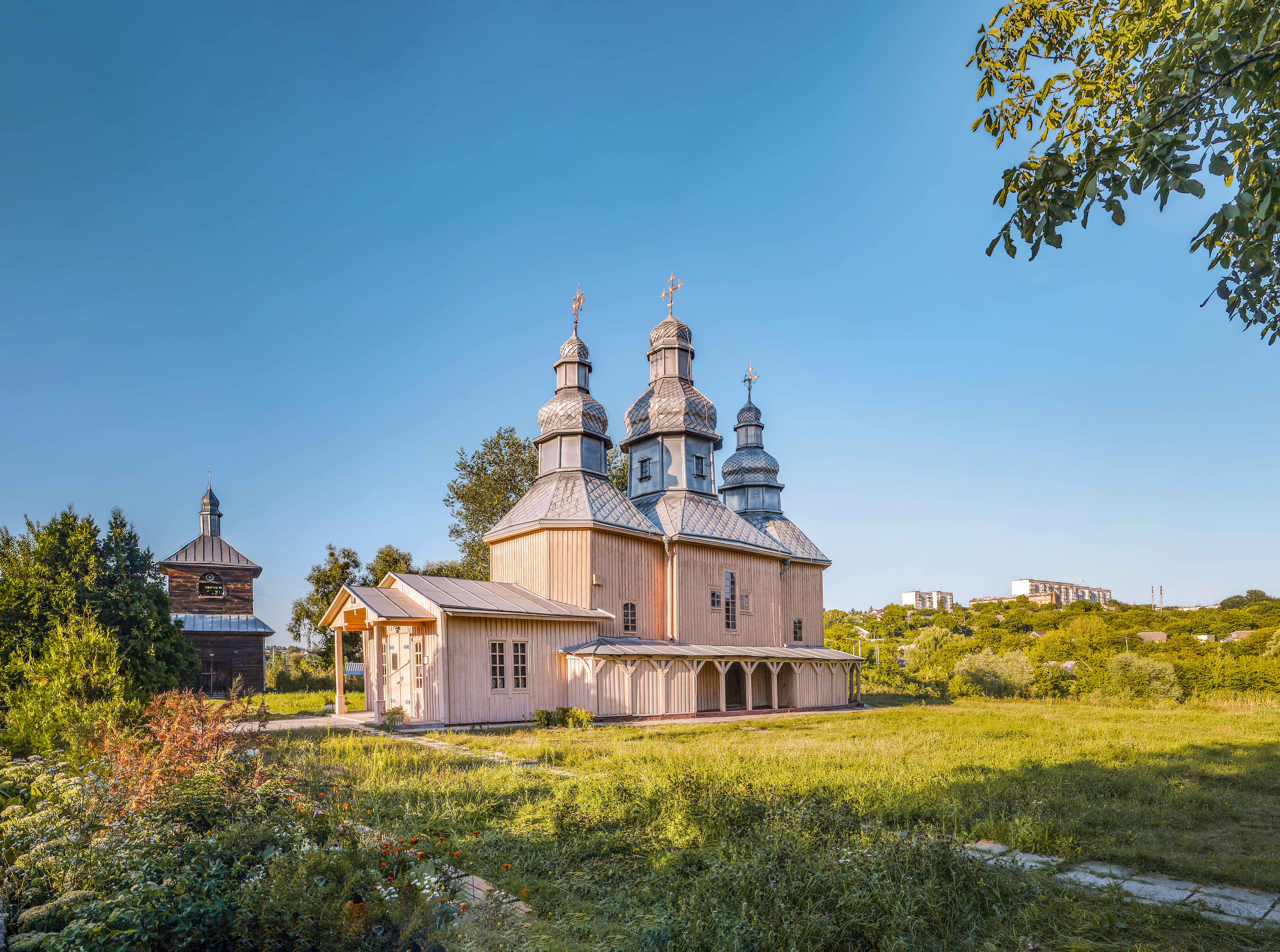
L'église de l'Intercession classée[11] et son clocher.

## Personnalités liées à la ville
- Iryna Chynkarouk, chanteuse y est née.